# Glostorp
Glostorp är kyrkbyn i Glostorps socken i Malmö kommun på Söderslätt och ett delområde i stadsdelen Oxie i södra delen av tätorten Malmö. 
I den lilla byn finns Glostorps kyrka, som är från medeltiden. Delområdet som ligger i stadsdelen Oxies sydvästra hörn, vid gränsen mot Vellinge kommun. Området består av jordbruksmark och har klassats som riksintresse för kulturmiljövården.